# クロイツェル・ソナタ (小説)
『クロイツェル・ソナタ』（ロシア語: Крейцерова соната）は、帝政ロシアの小説家レフ・トルストイの短編小説。1889年に出版された。その題名はベートーヴェンのヴァイオリンソナタ第9番に因んでいる。

## 概要
汽車の中で、複数の乗客が夫婦関係を正しく進行させるにはどうすればよいのかを話し合っていた。すると、その中の一人、公爵ポズドヌイシェフが突然告白話を始める。彼は、自らの性的遍歴、それに対する現在の思い、自身の子供に対する接し方を一方的に話し続けるのだった。そして、妻が友人トルハチェフスキーと浮気をしていることに気が付くと、夫婦喧嘩の末に怒りの余り妻を刺してしまったという。そして、彼の妻は平常心を失い、そのまま死亡してしまったという。トルストイは、この話によって、禁欲的な愛を読者に説いている。

## 登場人物
ポズドヌイシェフ
妻を殺害した公爵。
トルハチェフスキー
ポズドヌイシェフの友人でヴァイオリンが上手な男。ポズドヌイシェフの妻と不倫をしていた。

## 日本語訳
- 「名曲クレーツエロワ」尾崎紅葉・小西増太郎訳『国民之友』1895年8－12月
- 『クロイツエルソナタ』広津和郎訳 トルストイ叢書 新潮社 1917
- 米川正夫訳 金星堂 1922　のち岩波文庫
- 福永挽歌訳『トルストイ全集 第3巻』トルストイ全集刊行会 1925
- 原久一郎訳『大トルストイ全集』中央公論社 1936-1939　のち新潮文庫
- 中村白葉訳 角川文庫 1951
- 木村彰一訳『世界文学大系 第84 (トルストイ 第4)』筑摩書房 1964
- 原卓也訳『新潮世界文学 20 (トルストイ 5)』新潮社 1971
- 望月哲男訳 光文社古典新訳文庫 2006年　ISBN 4334751091 , ISBN  978-4334751098

## 映画化作品
- The Kreutzer Sonata （英題、1911年 ロシア帝国）
  - 監督：Pyotr Chardynin
- The Kreutzer Sonata （英題、1914年 ロシア帝国）
  - 監督：Vladimir Gardin
- The Kreutzer Sonata （1915年 アメリカ合衆国）
  - 監督：ハーバート・ブレノン
- Kreutzersonate （1937年 ドイツ）
  - 監督：Veit Harlan
- Amanti senza amore （1948年 イタリア）
  - 監督：Gianni Franciolini
- The Kreutzer Sonata （英題、1987年 ソビエト連邦）
  - 監督：Mikhail Shveytser
- クロイツェル・ソナタ Quale amore （2006年 イタリア）
  - 監督：マウリツィオ・シャッラ (Maurizio Sciarra)
  - 第19回東京国際映画祭のコンペティション部門にて上映。日本では劇場未公開。DVD題『クロイツェル・ソナタ　愛と官能の二重奏』
- The Kreutzer Sonata （2008年 イギリス）
  - 監督：バーナード・ローズ、主演：エリザベス・ローム

## バレエ
ノースカロライナ州のバレエ劇団が2000年に上演した。